# Máy bay chiến đấu
Máy bay chiến đấu là một loại máy bay quân sự của lực lượng không quân có chức năng trực tiếp tham gia chiến đấu tiêu diệt các lực lượng đối phương.

## Phân loại
Theo hình thức tác chiến máy bay chiến đấu thường được chia ra làm ba loại chính là:
- Máy bay tiêm kích (tiếng Anh: fighter aircraft, tiếng Nga: истребитель), một số tài liệu còn gọi là máy bay khu trục: Là loại máy bay chuyên chống lại các lực lượng không quân của đối phương thông qua hình thức không chiến. Máy bay tiêm kích lại phân nhỏ thành các lớp theo chức năng như sau:

- Máy bay tiêm kích mặt trận (tiếng Anh: frontline fighter , tiếng Nga: фронтовой истребитель): Để không chiến trong các trận đánh giáp mặt với máy bay địch ở tầm quan sát của phi công, đối với loại máy bay này độ cơ động cao là yếu tố rất quan trọng để bảo đảm thắng lợi. Loại này thường trang bị vũ khí là pháo, tên lửa không đối không tầm ngắn, ở thời kỳ chiến tranh thế giới thứ nhất và chiến tranh thế giới thứ hai vũ khí chính của loại máy bay này đầu tiên là súng máy, sau đó súng máy bị thay thế bằng pháo. Tất cả các loại tiêm kích của CTTG thứ nhất và CTTG thứ hai đều là tiêm kích mặt trận.

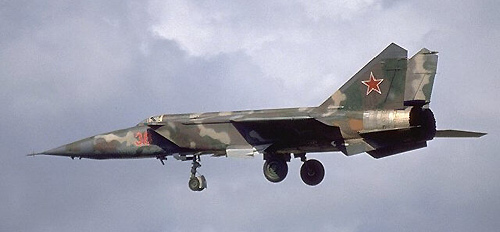
Máy bay tiêm kích đánh chặn MIG-25 của Liên Xô

- Máy bay tiêm kích đánh chặn (tiếng Anh- Interceptor, tiếng Nga- истребитель- перехватчик): Ra đời để đáp ứng nhu cầu bảo vệ mục tiêu mặt đất khỏi các đòn đánh của vũ khí huỷ diệt hàng loạt. Là loại máy bay tiêm kích chuyên dụng trang bị ra đa tầm xa rất hiện đại mang tên lửa không đối không tầm xa để chặn đánh các máy bay và tên lửa của đối phương không cho phép vũ khí huỷ diệt hàng loạt đến được khu vực được bảo vệ. Loại máy bay này có tốc độ rất cao, tầm bay xa nhưng độ cơ động kém vì thường chiến đấu bằng cách phóng tên lửa từ xa, không chiến thường diễn ra ngoài tầm quan sát của phi công. Loại máy bay này nổi tiếng nhất là Mikoyan-Gurevich MiG-23, Mikoyan-Gurevich MiG-25 của Liên Xô và McDonnell Douglas F-4 Phantom II, Grumman F-14 Tomcat,McDonnell Douglas F-15 Eagle, General Dynamics F-16 Fighting Falcon, McDonnell Douglas F/A-18 Hornet, Lockheed Martin F-22 Raptor của Hoa Kỳ

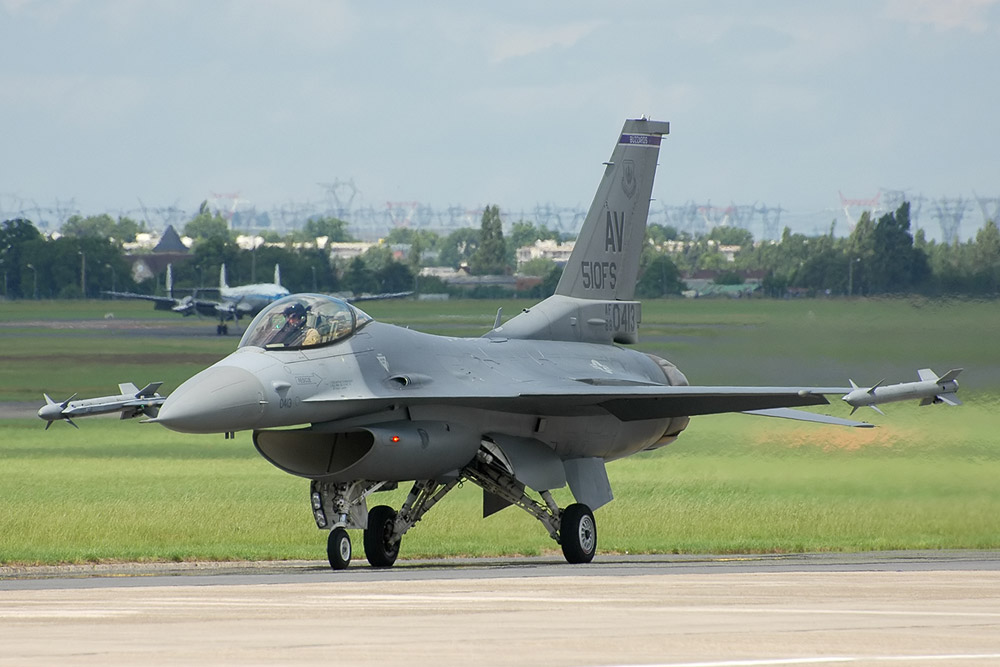
Máy bay đa năng General Dynamics F-16 Fighting Falcon của Hoa Kỳ

- Máy bay tiêm kích đa năng (tiếng Anh- multirole fighter, tiếng Nga- многоцелевой истребитель): Là loại phổ biến nhất hiện nay vừa có khả năng không chiến như một máy bay tiêm kích vừa có thể mang các loại vũ khí khác như bom, rốc két để tác chiến như máy bay cường kích để chống các lực lượng mặt đất của đối phương. Loại này đáp ứng được hai nhiệm vụ gần như trái ngược nhau vì vũ khí tên lửa ngày càng trở thành vũ khí không chiến chính nó cho phép máy bay tiêm kích không cần phải có các tính năng cơ động chuyên biệt như thời kỳ áp sát không chiến bằng súng máy và pháo. Hiện nay hầu hết các nước đều phát triển không quân tiêm kích theo hướng này. Hiện nay các mẫu máy bay loại này rất nổi tiếng là Lockheed Martin F-22 Raptor của Hoa Kỳ, Sukhoi của Nga, Dassault Mirage 2000 của Pháp

Trong quân đội Hoa Kỳ các máy bay tiêm kích luôn có tên bắt đầu bằng chữ F (Fighter - chiến đấu) ví dụ: F-100, F-105 (Thần sấm), F-4, F-15, F-16 trong đó nổi tiếng nhất và phục vụ được lâu nhất là các máy bay McDonnell Douglas F-4 Phantom II (Con ma) và General Dynamics F-16 Fighting Falcon. Các loại tiêm kích nổi tiếng của các nước khác như Me-109 Messerschmitt BF-109 của Đức, Yakovlev Yak-3,yakovlev Yak-9, Mikoyan-Gurevich MiG-15,mikoyan-Gurevich MiG-17,mikoyan-Gurevich MiG-19 của Liên Xô; Spitfire của Anh.

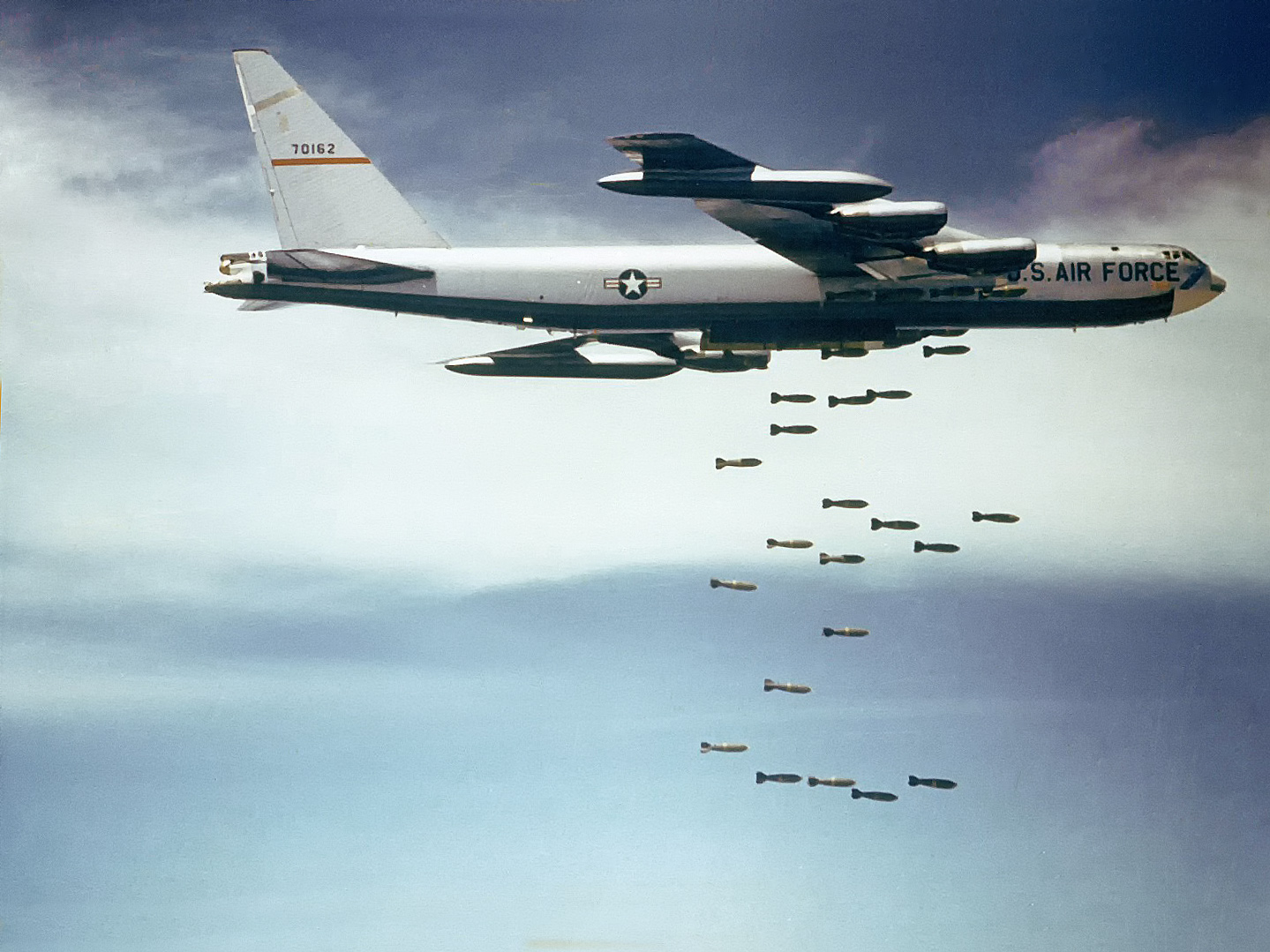
Máy bay ném bom Boeing B-52 Stratofortress.

- Máy bay ném bom (tiếng Anh- bomber, tiếng Nga- бомбардировщик): Là loại máy bay chiến đấu chuyên để đánh phá tiêu diệt các mục tiêu lớn trên mặt đất hoặc trên biển của đối phương bằng cách thả bom toạ độ diện rộng hoặc phóng tên lửa từ xa để tiêu diệt mục tiêu. Đây là lực lượng nòng cốt của không quân để hủy diệt tiềm lực kinh tế quân sự của đối phương. Trong quân đội Hoa Kỳ tên các máy bay ném bom bao giờ cũng có chữ B (Bomber - ném bom) ở phía trước ví dụ Consolidated B-24 Liberator, Boeing B-29 Superfortress, Boeing B-52 Stratofortress, B-1, B-2 Spirit. Liên Xô có các loại Tupolev Tu-160, Tupolev Tu-22, Tupolev Tu-16, Tupolev Tu-95. Về loại máy bay ném bom lực lượng không quân Hoa Kỳ không có đối thủ cả về số lượng lẫn chất lượng.

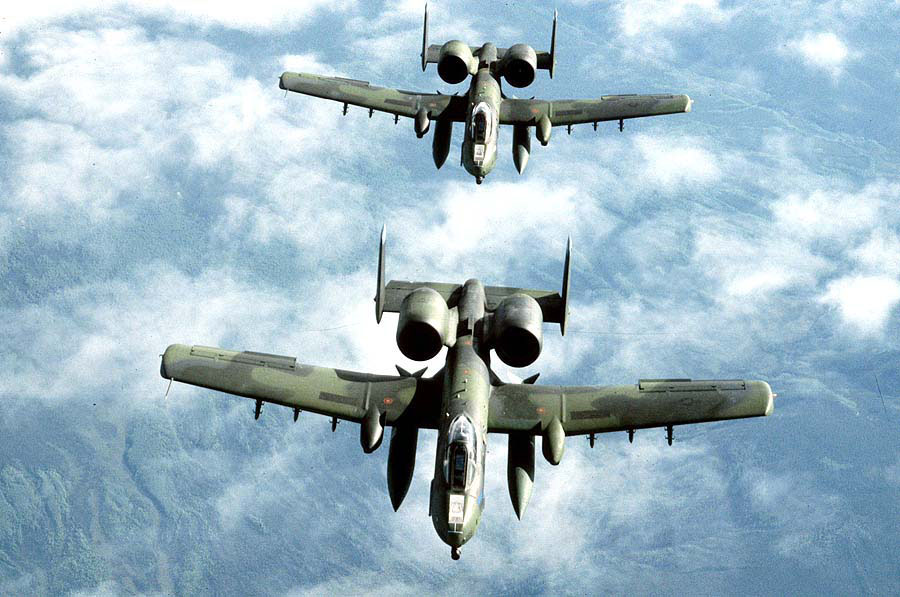
Máy bay tấn công A-10 Thunderbolt

- Máy bay cường kích (tiếng Anh- (ground attack aircraft, tiếng Nga- штурмовик): Là loại máy bay chuyên để tấn công các mục tiêu nhỏ, di động của đối phương trên mặt đất thường là để yểm trợ cho các lực lượng quân đội mình trên mặt đất hoặc để truy đuổi độc lập đánh phá các đoàn xe quân sự của địch. Loại máy bay này tốc độ không cao nhưng có thể bay rất lâu trên chiến trường, thường mang vài quả bom thông thường hoặc rất nhiều bom chùm loại nhẹ chống tăng, chống thiết giáp và chống xe cơ giới; hệ thống pháo, súng máy uy lực lớn và các ống phóng rocket không điều khiển của pháo phản lực. Trong quân đội Hoa Kỳ loại máy bay cường kích này có tên là chữ A (Attacker - tấn công) như A-4, A-6, A-10, A-37... Trong lịch sử Chiến tranh thế giới thứ hai có các loại máy bay cường kích hiệu quả của Đức là Henschel Hs-129 và đặc biệt là loại Ilyushin Il-2 của Liên Xô được mệnh danh là "Xe tăng bay".[cần dẫn nguồn] Hiện nay mẫu máy bay cường kích được coi là hiệu quả nhất thế giới đã được thực tế các cuộc chiến tranh hiện đại kiểm nghiệm là loại Fairchild Republic A-10 Thunderbolt II của Hoa Kỳ.